# Ken Follett
Kenneth Martin "Ken" Follett (født 5. juni 1949 i Cardiff) er en walisisk forfatter af thrillers og historiske romaner. Han er på den britiske liste over de 100 mest sælgende forfattere gennem tiderne med et salg på mere end 100 millioner eksemplarer af sine bøger.

## Liv og karriere
Follett blev født den 5. juni 1949 i Cardiff i Wales. Han voksede op med sine forældre Martin Follett og Lavinia (Veenie) Follett som den ældste af fire søskende.  Hans forældre tilhørte Plymouth Brethren-kirken, og det var derfor forbudt for børnene at se TV. Derfor udviklede Follett tidligt interesse for litteratur. Familien flyttede til London, da han var 10 år gammel, og efter grundskolen blev Follett optaget på gymnasiet Harrow Weald. I 1967 blev begyndte han at læse filosofi på University College London og blev interesseret i centrum-venstre politik.
Han giftede sig i 1968 med sin første hustru Mary, og samme år fik de sønnen Emanuele. Efter afsluttende eksamen i 1970 tog han til Cardiff for at arbejde som reporter på South Wales Echo. Tre år senere vendte han tilbage til London og fik job på Evening News. I midten af 1970'erne var han redaktør for et mindre forlag og begyndte samtidig at skrive fiktion i sin fritid. Hans første bog gav et honorar, som netop strakte til, at kunne få sin bil repareret.  Successen kom gradvist, men med Eye of the Needle fra 1978 fik han sit internationale gennembrud. Lige siden har alle hans bøger nået bestsellerlisterne i USA og England.
Efter skilsmisse fra Mary giftede han sig i 1984 med Barbara Follett, som repræsenterede Labour i Det britiske parlament fra 1997 til 2010. Ken Follett har været et prominent medlem af partiet og har økonomisk støttet forskellige kampagner; bl.a. markerede han sig som største bidragyder til
Ed Balls' kampagne for at opnå valg som leder af Labour i 2010.

### Enkeltstående romaner i udvalg
- Eye of the Needle (1978) (apa Storm Island) (Edgar Award, 1979, Best Novel)
- The Key to Rebecca (1980)
- The Man from St. Petersburg (1982)
- On Wings of Eagles (1983)  (dansk titel Operation Ørneflugt)
- Lie Down with Lions (1986)  (dansk titel De fem løvers dal)
- Night Over Water (1991)  (dansk titel Nat over havet)
- A Dangerous Fortune (1993)  (dansk titel Farlige penge)
- A Place Called Freedom (1995) (Dansk titel "Et sted kalder frihed)
- The Third Twin (1996)
- The Hammer of Eden (1998)  (dansk titel Guds næve)
- Code to Zero (2000)  (dansk titel Nulkoden)
- Jackdaws (2001)  (dansk titel Operation allike)
- Hornet Flight (2002) (dansk titel London kalder)
- Whiteout (2004)  (dansk titel Sneet inde)